# 内东福尔

内东福尔市镇在东福尔郡的位置

内东福尔（挪威語：Indre Østfold）是挪威东福尔郡的一个市镇。市镇面积为791.93平方公里，2020年人口数量为45,201人。
该市镇成立于2020年1月1日，由原五个市镇阿希姆、埃德斯貝格、霍伯爾、斯彼得贝格、特勒格斯塔合并而成。